# Leptorhabdium caucasicum
Leptorhabdium caucasicum là một loài bọ cánh cứng trong họ Cerambycidae.